# جرسقان
جَرِسقان، روستایی از توابع بخش مرکزی شهرستان شیراز در استان فارس ایران است

## جمعیت
این روستا در دهستان قره باغ قرار دارد و براساس سرشماری مرکز آمار ایران در سال ۱۳۸۵، جمعیت آن ۱٬۵۳۹ نفر
(۳۶۴خانوار) بوده‌است.
این روستا از زمینهای مرغوبی جهت کشاورزی برخوردار است و بسیار خوش آب و هوا می‌باشد.